# Jorge Sasia Forés
Jorge Sasia Forés escritor, guionista y productor cinematográfico chileno (Valparaíso, 11 de marzo de 1948 - Caleu, 17 de noviembre de 2014) fue uno de los escritores más vendidos en Chile en la década de los ochenta. Por el éxito de su libro Como aman los Chilenos se realizó una película del mismo nombre. Varios de sus libros tuvieron múltiples ediciones.

## Biografía
Sasia nació en Valparaíso, y es hijo de Doña Eulalia Forés Dupuis y don Jorge Sasía Bustos Ingeniero Agrónomo Enólogo, y es padre de la escritora Maite Sasía Vergara. Pasó la mayor parte de su infancia en la viña familiar en la ciudad de Los Andes, lugar donde tuvo un accidente que lo marcaría en todas sus actividades el resto de la vida. Fue educado en colegios maristas en Los Andes, Quillota y Santiago
Fue fundador de medios de comunicación, editor y experto en turismo. Sasía durante su vida publicó doce libros entre los más conocidos por haber sido éxito de ventas se encuentran: Como aman los Chilenos, A la Altura del Unto y Guía de Malas Costumbres Chilenas. Participó como columnista en varios diarios de publicación nacional como "La Tercera”, “El Mercurio",  revista "Cauce" y "Fortín Mapocho". También fue autor de obras para "Café Concert". 
Su estilo desenfadado y crítico de la sociedad y la dictadura en su momento histórico le valió la consagración a través del público. Por su profesión de Experto en Turismo desde su juventud y hasta los cuarenta años recorrió: América, Europa, gran parte de África, Oceanía y parte de Asia.

## Obras

### Libros Publicados
- Enfoques Turísticos
- A la Altura del Unto
- La Apertura
- Guia de Malas Costumbres Chilenas
- Como Aman los Chilenos
- Manual de Urbanidad para Pirulos también útil a ejecutivos jóvenes, gente linda, pierdetiuna y GCU
- Manual de Urbanidad para Festivaleros
- De Cuando Acá
- Los Pecados de la Capital
- No hay Pichintun que dure 100 años
- Las Tres Puntas de Plata
- Las Chilenas al Agua

### Café Concert
- Cuando el Río suena...
- Esto no tiene nombre

### Películas
Como Aman Los Chilenos